# Novembre 1791

## Événements

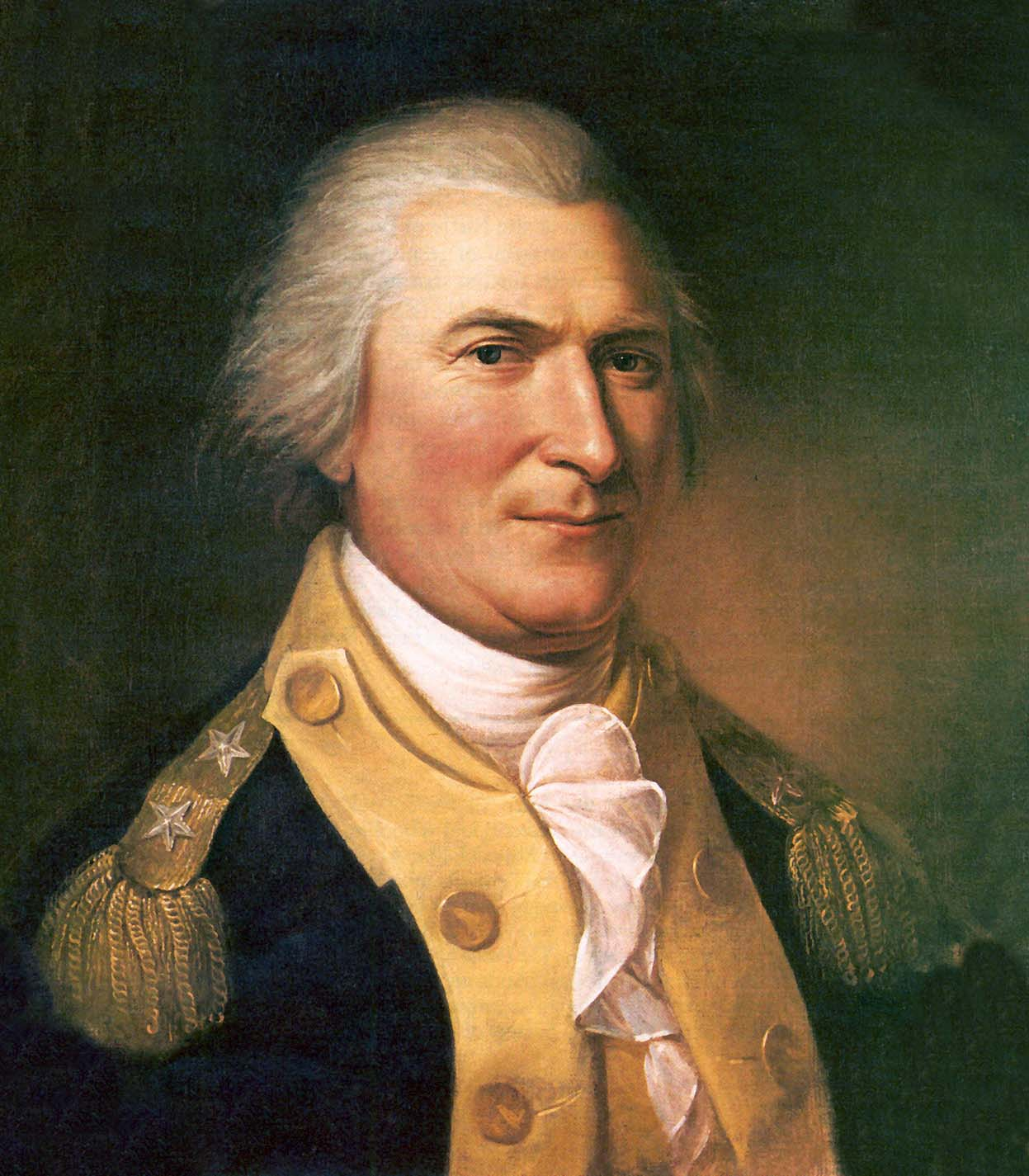
Arthur St. Clair

- François Dominique Toussaint Louverture se joint à la révolte des esclaves haïtiens contre la France[1].
- Réorganisation de la police autrichienne par l’archiduc François ; il fait surveiller les clubs et assemblées subversives (franc-maçonnerie)[2].

- 4 novembre : à la Bataille de la Wabash (Ohio), les amérindiens qui étaient menés par Little Turtle de la tribu des Miamis, Blue Jacket de la tribu Shawnees, et Buckongahelas de la tribu Delaware battent le général de division Arthur Saint Clair. Avec 952 tués, blessés ou capturés contre 21 tués et 40 blessés du côté des amérindiens c'est la pire défaite des États-Unis dans leurs guerres contre les amérindiens.

- 9 novembre, France : décret contre les émigrés[3] dont le nombre s’est accru après Varennes. L’Assemblée les somme de rentrer en France avant le 1er janvier 1792. Au-delà, l’émigration sera considérée comme un crime assimilé à la conspiration et passible de peine de mort et de confiscation des biens.

- 11 novembre, France : veto du roi au décret contre les émigrés[3].

- 16 novembre : Jérôme Pétion est élu maire de Paris[3].

- 29 novembre :
  - Par le décret contre les prêtres réfractaires, l’Assemblée décide que tous les prêtres doivent prêter serment sous peine de perdre les pensions et traitements qu’ils perçoivent[3]. La loi rend les réfractaires personnellement responsable des troubles religieux. Le roi refuse la sanction de ces décrets le 11 novembre et le 19 décembre[3].
  - Ultimatum de l'Assemblée législative française contre les électeurs de Trèves, de Mayence et des princes rhénans qui hébergent les émigrés[4]. Léopold II déclare soutenir l’électeur en cas d’agression, mais ce dernier, le 6 janvier 1792, ordonne l’expulsion des émigrés[5].